# Mutopia-Projekt
Das Mutopia-Projekt veröffentlicht frei verfügbare Musikalien.
In diese Sammlung frei verfügbarer Noten (Free Sheet Music) dürfen Werke dann aufgenommen werden, wenn das Urheberrecht sowohl des Komponisten und der Herausgeber der Edition, aus der die musikalischen Inhalte entstammen, erloschen ist. Das Projekt wird von freiwilligen Bearbeitern vorangebracht, kritische Rückmeldungen von Benutzern der Musikalien werden integriert. Ein Log gibt hierüber Auskunft.

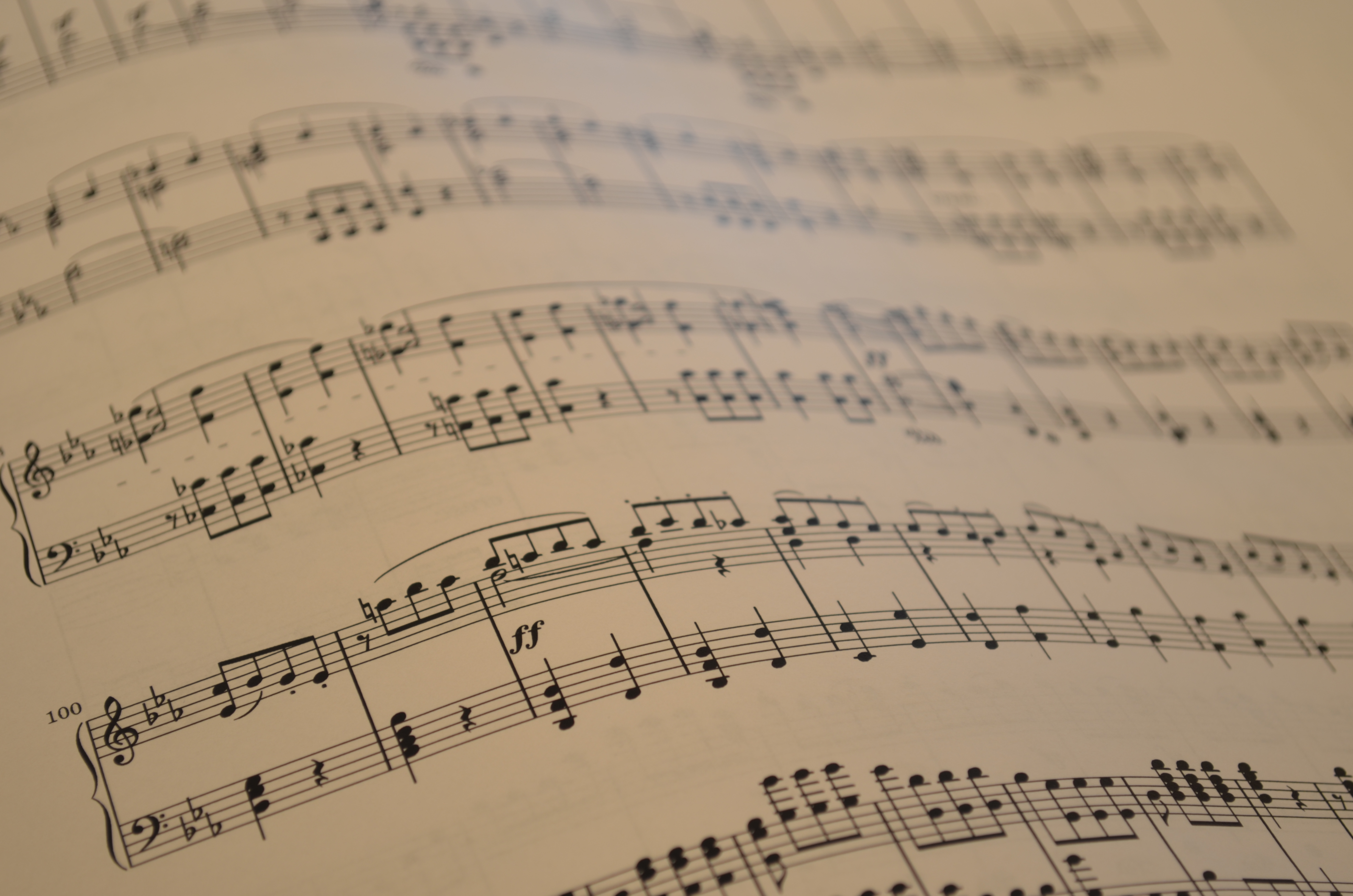
5. Sinfonie von Ludwig van Beethoven, Noten des Mutopia Project

Im Juli 2019 waren etwa 2100 Stücke im PDF- und MIDI-Format abrufbar. Seither (Stand September 2020) wurden keine neuen Stücke mehr veröffentlicht.
Alle Stücke sind im Lilypond-Format, dem eigentlichen Quelltext der Noten erhältlich, so dass jeder mit Hilfe des kostenlosen Notensatzsystems Lilypond die Stücke weiterbearbeiten kann.
Die Stücke werden nach Komponist, Instrument oder Instrumentengruppe und Stil gruppiert.
Etwa zwei Drittel der Musikalien sind für das Klavier geschrieben.
Teilweise werden Stücke als „Sammlung“ präsentiert, wie z. B. Bachs Inventionen und Sinfonien.
Ähnliche Projekte sind das International Music Score Library Project, das jedoch in erster Linie gescannte Noten sammelt und durchaus differierende Inhalte zu einem Werk bereithält, sowie das Project Gutenberg, das ebenfalls Musikalien enthält.